# Oversea-Chinese Banking

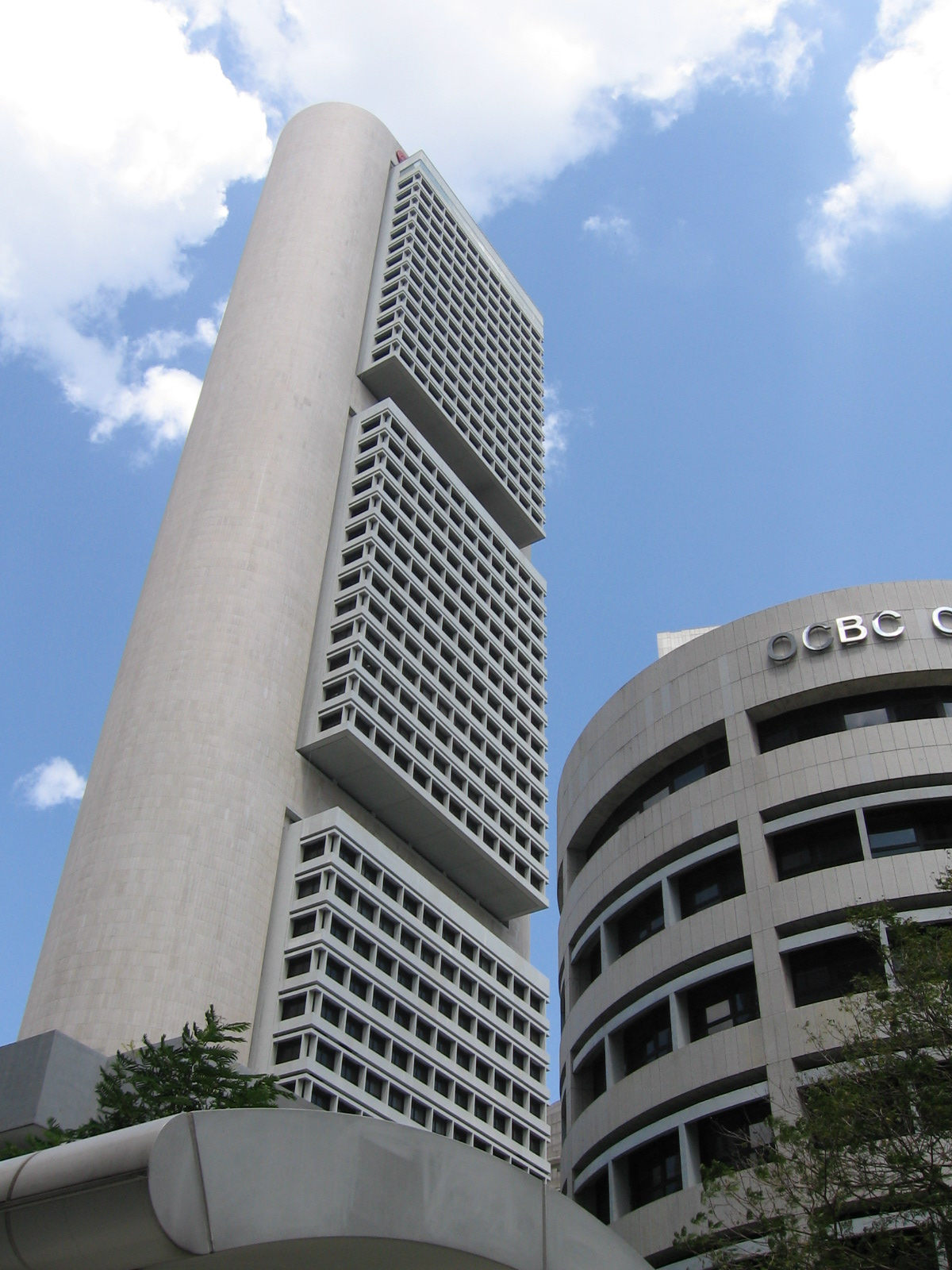
Das OCBC Centre, gelegen am südlichen Ufer des Singapore River

Oversea-Chinese Banking Corporation (OCBC) ist ein Kreditinstitut mit Firmensitz in Singapur. OCBC bietet Finanzdienstleistungen verschiedener Art für seine Kunden an. Das Unternehmen wurde  1932 gegründet. Die Bank ist im Straits Times Index an der Singapore Exchange gelistet.